# Cotinusa adelae
Cotinusa adelae là một loài nhện trong họ Salticidae.
Loài này thuộc chi Cotinusa. Cotinusa adelae được Cândido Firmino de Mello-Leitão miêu tả năm 1944.